# Allocosa marshalli
Allocosa marshalli là một loài nhện trong họ wolfspinnen (Lycosidae).
Loài này thuộc chi Allocosa. Allocosa marshalli được Mary Agard Pocock miêu tả năm 1901.